# Jack Gibbs
Jack Gibbs (nacido el 29 de enero de 1993 en Westerville (Ohio), Estados Unidos) es un baloncestista estadounidense que juega de base y escolta que actualmente forma parte de la plantilla del Limburg United belga.

## Trayectoria
Formado en la Universidad de Davidson, en Davidson Wildcats fue referente en el curso 2016/17 con promedios de 22,1 puntos, 4 rebotes, 4 asistencias y 1,3 robos de balón por partido. Tras no ser drafteado en 2017, disputó la liga de verano de la NBA con Minnesota Timberwolves.
En la temporada 2017/18 firma por el Spirou Basket Club, donde entre Ligue Ethias y EuroCup disputó 39 partidos en los que promedió 13,5 puntos, 2 rebotes y 2 asistencias en 21 minutos.
En diciembre de 2018 se compromete con el Baloncesto Fuenlabrada firmando un contrato temporal de dos meses para jugar en la Liga Endesa sustituyendo a Talib Zanna. Finalmente, el anotador americano no jugaría en Montakit Fuenlabrada tras hacerse oficial el club la desvinculación del jugador ya que el jugador tuvo que retornar a Estados Unidos por asuntos personales habiendo llegado a un acuerdo con el club para el cese del contrato.